# Cantone di Saint-Vallier (Saona e Loira)
Il Cantone di Saint-Vallier è una divisione amministrativa dell'Arrondissement di Chalon-sur-Saône e dell'Arrondissement di Charolles.
È stato costituito a seguito della riforma approvata con decreto del 18 febbraio 2014, che ha avuto attuazione dopo le elezioni dipartimentali del 2015.

## Composizione
Comprende i 5 comuni di:
- Ciry-le-Noble
- Génelard
- Perrecy-les-Forges
- Saint-Vallier
- Sanvignes-les-Mines